# Église Saint-Pierre de Locoal-Mendon
Pour les articles homonymes, voir Église Saint-Pierre.
L'église Saint-Pierre est une église catholique située à Locoal-Mendon, en France.

## Localisation
L'église est située dans le bourg de Mendon, sur la commune de Locoal-Mendon, dans le département français du Morbihan,

## Historique
Originellement chapelle Notre-Dame, l'édifice est construit au XVe siècle. De cette époque sont conservés le chevet, les murs du transept et le porche. Pendant la reconstruction de l'église paroissiale Saint-Pierre, entamée au XVIIIe siècle, la chapelle la remplace. Mais le chantier traine en longueur et est abandonné à la Révolution. L'édifice inachevé est remplacé en 1822 par une maison de religieuse. La chapelle devient définitivement église paroissiale. La nef et la tour sont élevées en 1875. En 1892, on reprend l'intérieur de l'édifice, faisant disparaître les entraits à engoulants et la sablière sculptée de blason de la partie ancienne.  
L'édifice est inscrit au titre des monuments historiques par arrêté du 24 avril 1925.

## Description
L'édifice présente un plan en croix latine à vaisseau unique et chevet plat. Il est couvert d'une fausse voûte d'ogive en plâtre du XIXe siècle.  
Le porche sud est voûté en pierre sur croisé d'ogive. Il est bordé de chaque côté par un banc en pierre surmonté de six niches désormais vides. Deux portes jumelées en anse de panier, séparées par un trumeau portant un bénitier, donnent accès à l'église. 
Les bras du transept ouvre sur la nef par des arcades brisées dont les moulurations pénètrent directement dans les colonnes. 

Le chœur est éclairé par une grande baie gothique à remplage. 

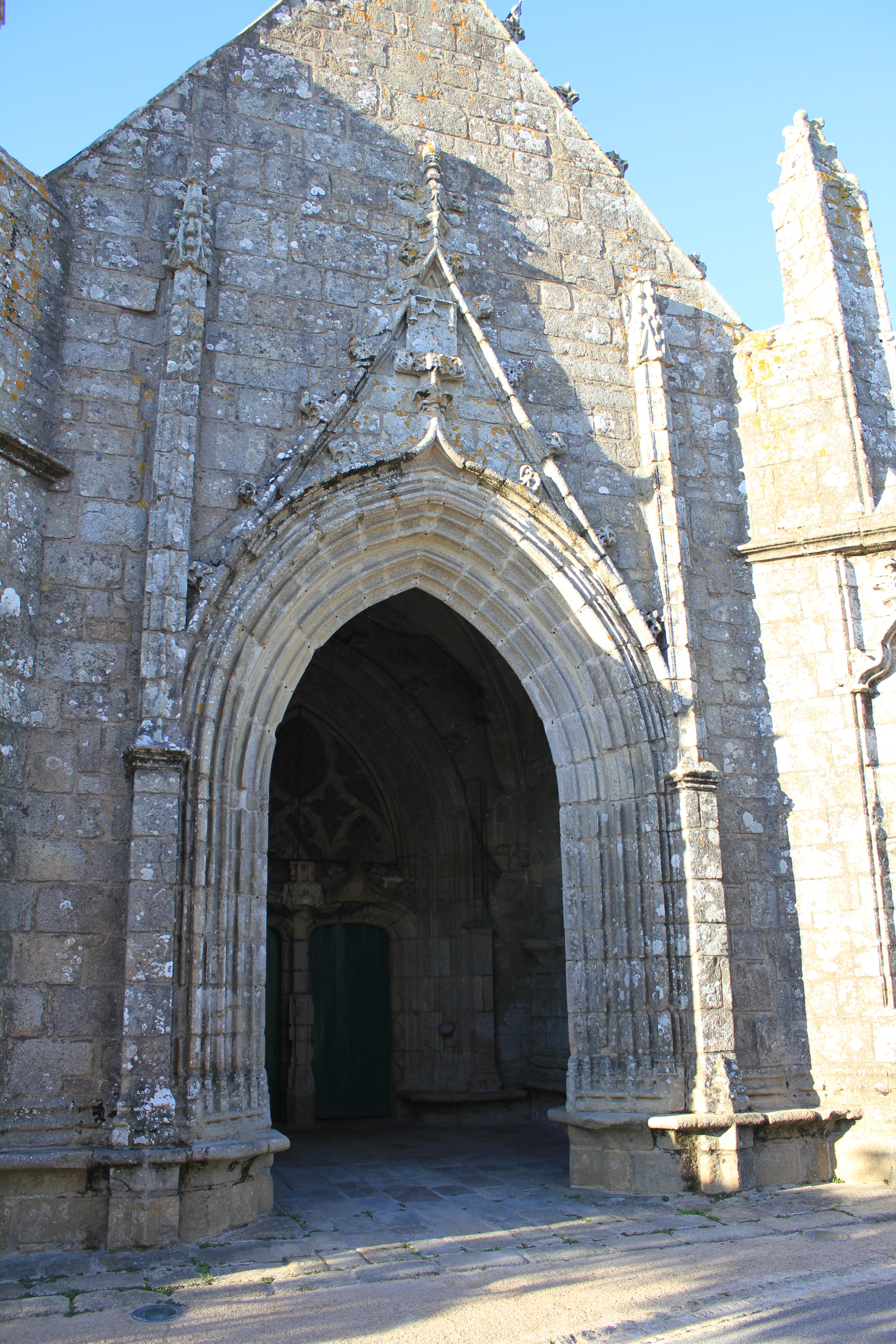
Le porche sud.
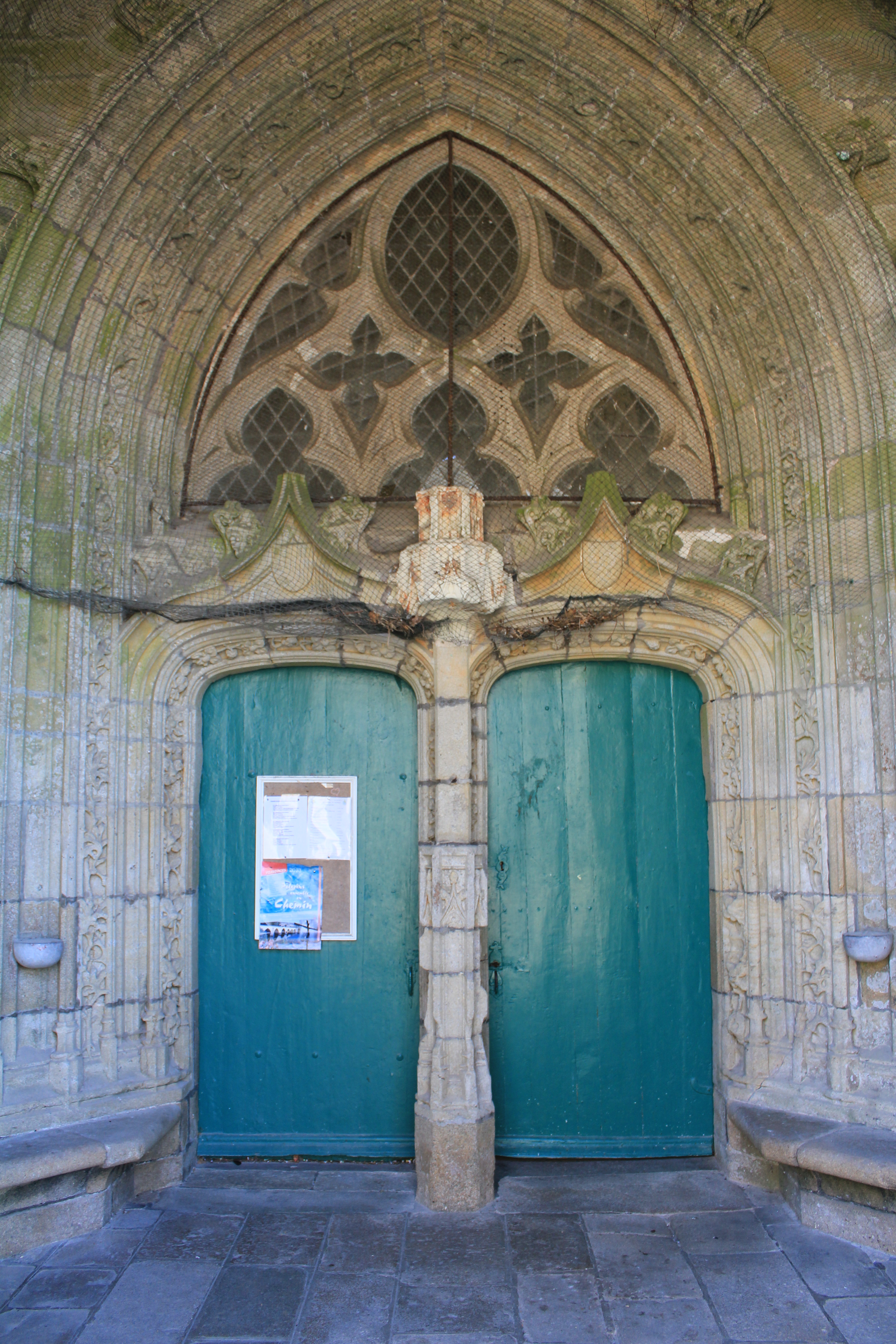
La porte sud.